# Bisamratte
Die Bisamratte (Ondatra zibethicus) ist eine ursprünglich ausschließlich in Nordamerika beheimatete Nagetierart, die sich ausgehend von Böhmen und später Frankreich über fast ganz Europa und Asien ausgebreitet und als neue Art (Neozoon) etabliert hat. Zoologisch ist die Bisamratte keine Rattenart, sondern gehört zu den Wühlmäusen (Arvicolinae), deren größter lebender Vertreter sie ist.
Die Bisamratte verdankt ihren Namen einem stark nach Moschus duftenden Sekret, das die Präputialdrüsen der Männchen absondern. Bisam ist eine andere Bezeichnung für Moschus, einen vom Sibirischen Moschustier (Moschus moschiferus) erzeugten Duftstoff.
Das als Bisam bezeichnete Fell der Bisamratte ist ein bedeutender Handelsartikel der Pelzbranche, je nach Mode in unterschiedlichem Umfang.
Zu den volkstümlichen Bezeichnungen der Bisamratte gehören auch die Bezeichnungen Moschusratte, Zwergbiber, Bisambiber, Zibetratte, Sumpfkaninchen, Sumpfhase und Wasserkaninchen. 
Die Bisamratte wird gelegentlich mit der aus Südamerika stammenden Nutria (auch Biberratte genannt) verwechselt, die sich gleichfalls in Europa als Neozoon etabliert hat. Die Nutria ist jedoch deutlich größer und hat einen runden Schwanz.

## Morphologie und Merkmale

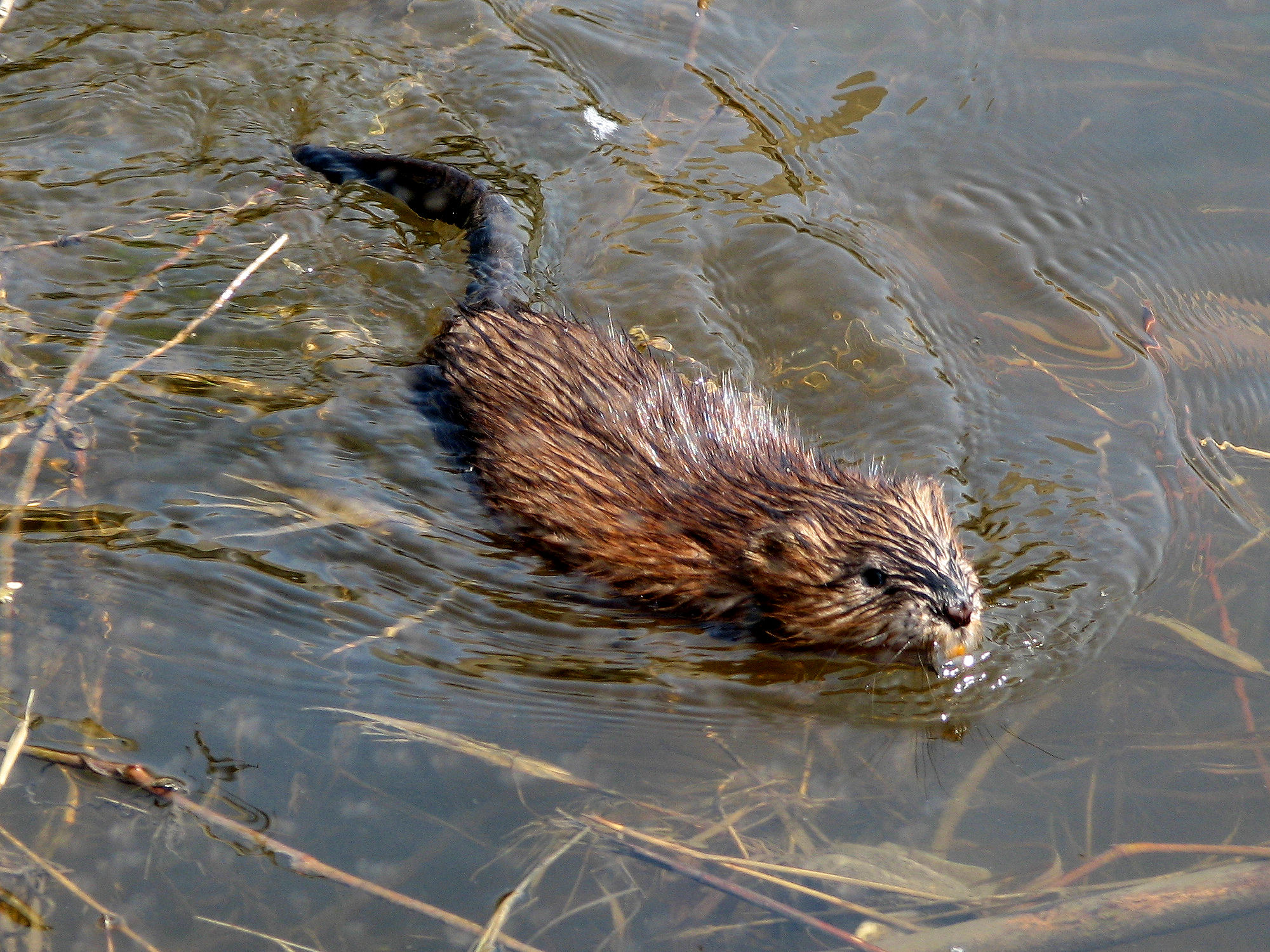
Schlängelnde Bewegungen des abgeplatteten Schwanzes unterstützen ein Schwimmen ohne Schwimmhäute

Die Bisamratte ist mit einer Kopf-Rumpf-Länge von rund 35 cm und einer Schwanzlänge von etwa 22 cm kleiner als eine Nutria (Myocastor coypus) oder ein Biber (Castor fiber) und größer als eine Wanderratte (Rattus norvegicus). Das Gewicht liegt in der Regel zwischen 0,8 und 1,6 Kilogramm (maximal: 2,3 Kilogramm). Die Bisamratte ist von gedrungener, rattenartiger Gestalt. Der kurze und dicke Kopf geht äußerlich ohne Hals in den Rumpf über. Der Schwanz ist fast nackt und nicht rund, sondern abgeplattet.

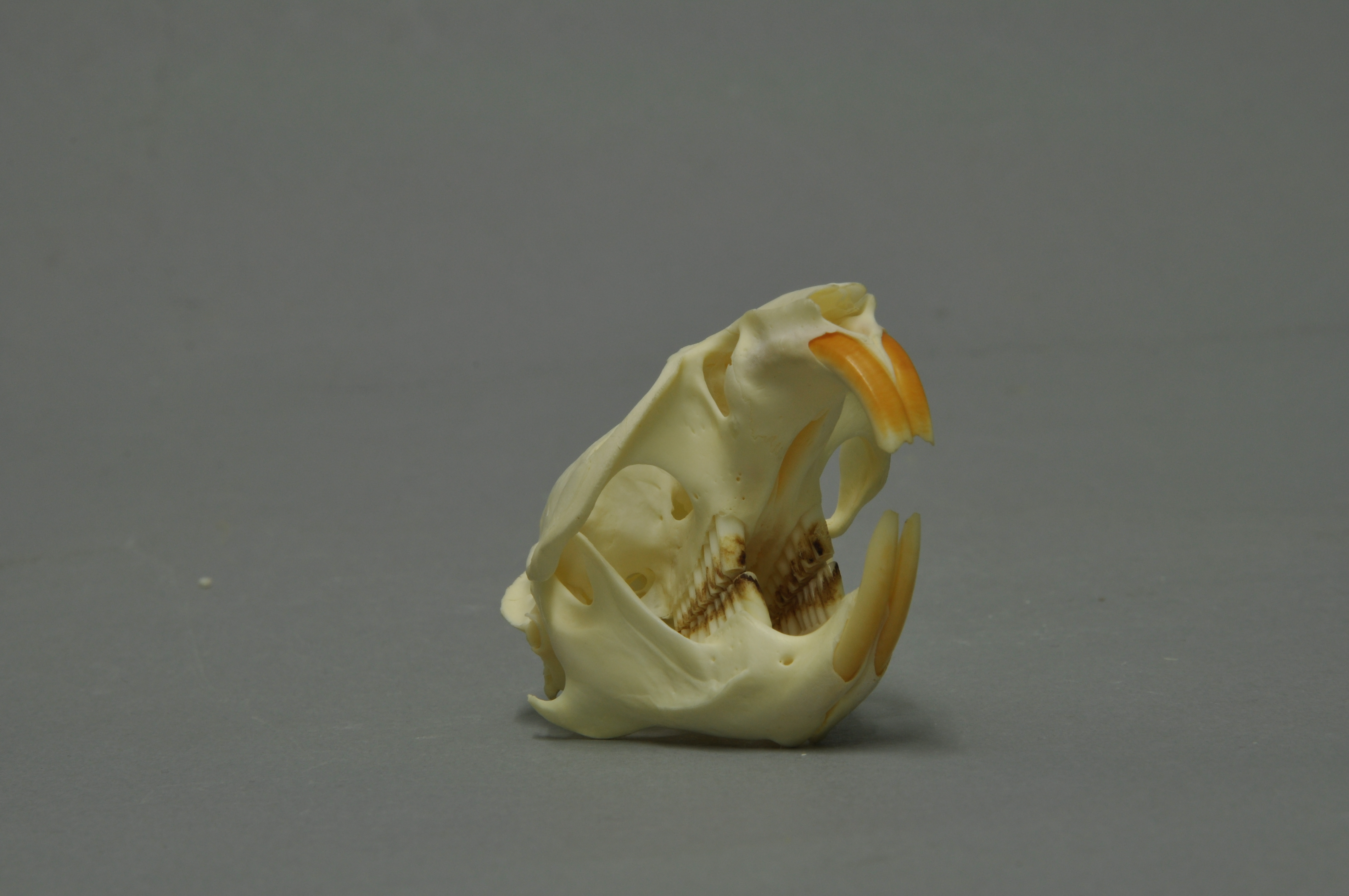
Schädel einer Bisamratte (Sammlung Museum Wiesbaden)

Die Bisamratte ist hervorragend an das Leben im Wasser angepasst. Sie hat wasserdicht verschließbare Ohren, deren Ohrmuscheln tief im Fell versteckt liegen. Obwohl ihre hinteren Pfoten im Gegensatz zu Bibern und Nutrias keine Schwimmhäute aufweisen, ist die Bisamratte ein geschickter Schwimmer und Taucher. Statt der Schwimmhäute besitzen Bisamratten sogenannte Schwimmborsten: steife Haare, die als Saum an den Rändern der Zehen wachsen und so die Zehen paddelartig vergrößern. Für den Hauptantrieb bei der Fortbewegung im Wasser sorgen die langen kräftigen Beine und die weit gespreizten Hinterfüße. Zur Steuerung und Unterstützung der Schwimmbewegung nutzt die Bisamratte ihren Schwanz, den sie in horizontaler Ebene nach rechts und links bewegt. Ihr Fell ist sehr dicht und wasserabweisend, so dass sie sich häufig für längere Zeit im Wasser aufhalten kann.
Das Fleisch der Bisamratten ist essbar. Ihr Fell ist für die Pelzindustrie sehr wertvoll. Es variiert von schwarz über dunkelbraun bis cremefarben, vereinzelt gibt es auch Albinos, daher gilt sie in einigen Ländern wie z. B. den USA als wertvolles Nutz-, Jagd- und Zuchttier. Ihr Lebensraum liegt am Wasser.

## Verhalten

### Lebensweise

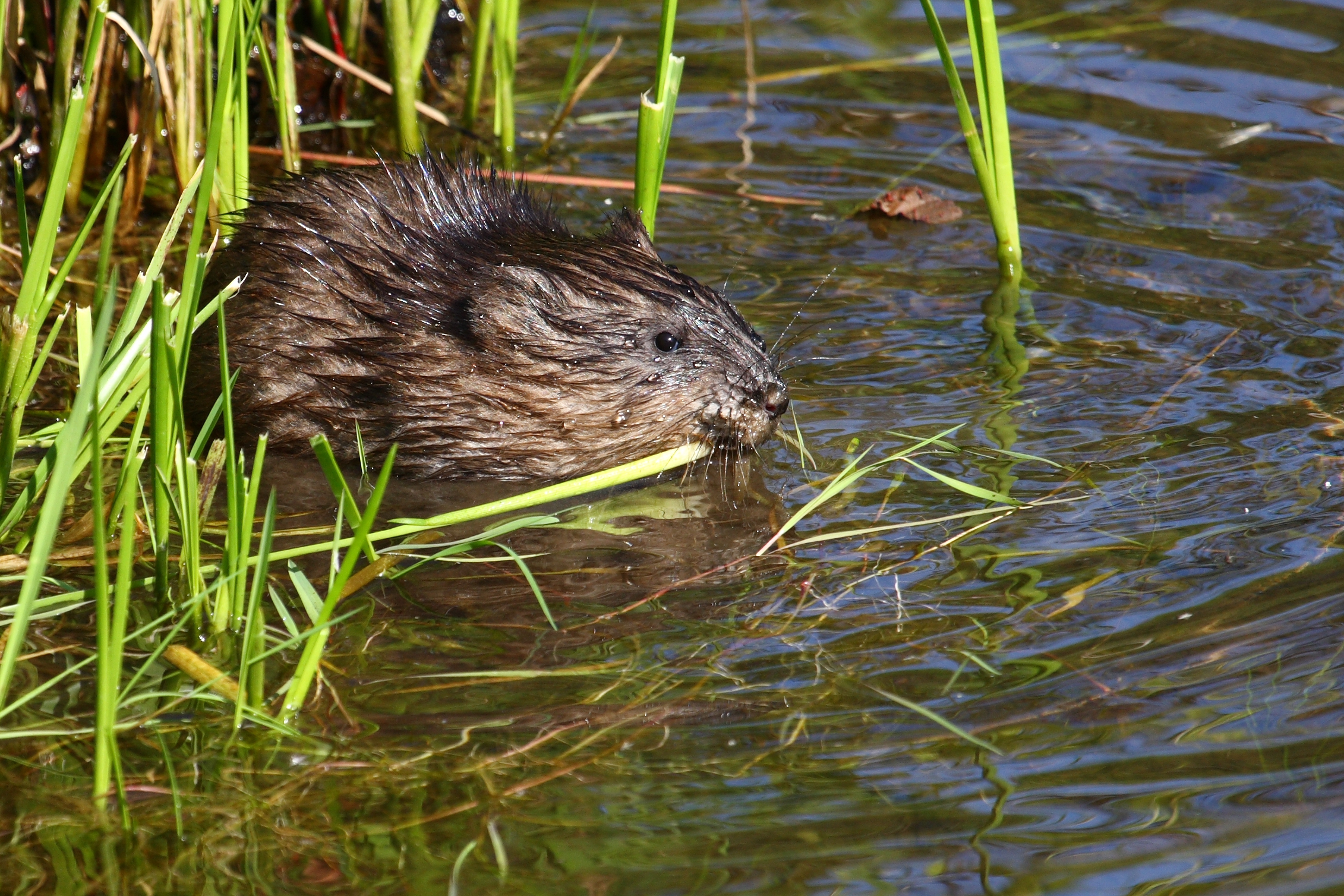
Bisamratte im Wasser

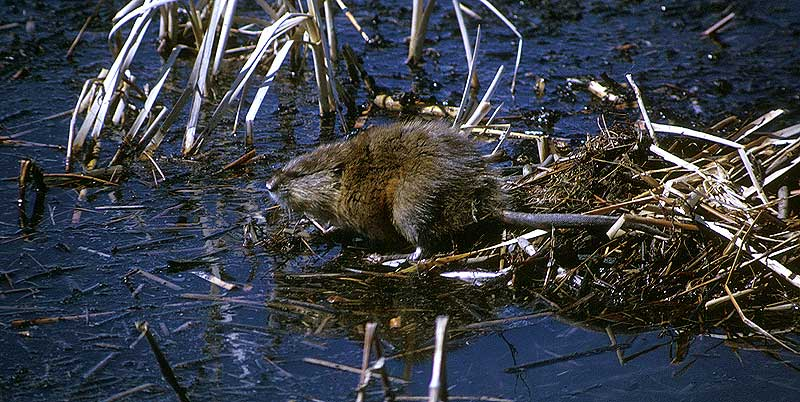
Bisamratte vor ihrer Winterburg

Bisamratten halten sich überwiegend im Wasser auf. Sie sind ausgezeichnete Schwimmer und können bis zu zehn Minuten tauchen. An Land wirkt die Bisamratte dagegen eher unbeholfen. Das scheue Tier nimmt fast jedes einigermaßen geeignete Fließ- und Stillgewässer als Lebensraum an. Bisamratten sind in der Regel nacht- und dämmerungsaktiv. Wie bei vielen anderen Tierarten wie beispielsweise beim Rotfuchs und beim Wildschwein ist der Tag- und Nachtrhythmus jedoch abhängig von Störungen durch Menschen. In Gebieten, in denen sie relativ ungestört sind, sind sie häufig auch tagsüber zu beobachten.
Innerhalb der Art spielen optische und olfaktorische Signale eine Rolle. Das Männchen setzt während der Fortpflanzungszeit Kot an den Reviergrenzen ab. Während dieser Zeit vergrößern sich auch die paarigen Präputialdrüsen stark, in denen das Moschussekret erzeugt wird. Laute äußert die Bisamratte selten. Während der Paarung geben beide Tiere mitunter quäkende Töne von sich und die Nestjungen piepsen ähnlich wie Mäuse. Bei Konfrontationen mit Artgenossen oder bei Bedrohung schlagen Bisamratten in rascher Folge die Schneidezähne aufeinander und erzeugen damit ein weit hörbares Geräusch.

### Bisambaue
Bisamratten errichten zwei unterschiedliche Formen von Bauen. Der Typus ist abhängig vom Lebensraum.
Überall da, wo eine Uferpartie die Möglichkeit bietet, graben Bisamratten als Unterschlupf Erdbaue, deren Eingänge unter Wasser liegen. Bei steigendem oder fallendem Wasserstand wird der Eingang entsprechend höher oder tiefer angelegt. Hierbei unterminieren sie häufig Deiche, Dämme und Befestigungsanlagen, wodurch sie den wasserbaulichen Anlagen große Probleme bereiten können. Zum Graben nutzen sie sowohl die Vorderpfoten als auch die Nagezähne. Vom Eingang zum Bau führt eine Röhre schräg aufwärts und endet in einem Kessel.
Dort wo das Biotop keine Möglichkeit bietet, einen solchen Erdbau zu errichten, bauen Bisamratten 0,5 bis 2 Meter hohe Behausungen aus Röhricht und anderen Wasserpflanzen wie Binsen und Schilf, die sogenannten „Bisamburgen“. Das darin verborgene Nest befindet sich nur knapp über dem Wasserspiegel. Die Form der Burgen ist meist stumpf kegelförmig, die Grundfläche ist kreisförmig bis elliptisch; die Röhre, die zum Kessel führt, liegt wie bei den Erdbauen unter Wasser. Größere Burgen werden gelegentlich über mehrere Jahre bewohnt.

### Nahrung
Bisamratten ernähren sich hauptsächlich von Wasser- und Uferpflanzen. Zu den häufig gefressenen Pflanzenarten zählen Schilf, Rohrkolben-, Binsen-, See- und Teichrosenarten sowie Baumrinde, Schachtelhalm- und Laichkrautarten. Sie gehen jedoch auch an Getreide, Gemüse, Obst und Gräser und graben nach den Knollen des Topinamburs. In den vegetationsarmen Monaten ergänzen sie ihre Nahrung durch Muscheln, Larven von Wasserinsekten, Krebse, Wasserschnecken und seltener auch Frösche und Fische. Die bevorzugte Nahrung ist jedoch auch in dieser Zeit pflanzlich. Sie graben in dieser Zeit bevorzugt nach Pflanzenwurzeln.
Die Behauptung, dass Bisamratten auch Vögel oder deren Gelege verzehren, konnte nicht bestätigt werden. Auch der Anteil, den Muscheln und Krebse an ihrer Beute haben, ist umstritten.

### Lebenserwartung und Fressfeinde

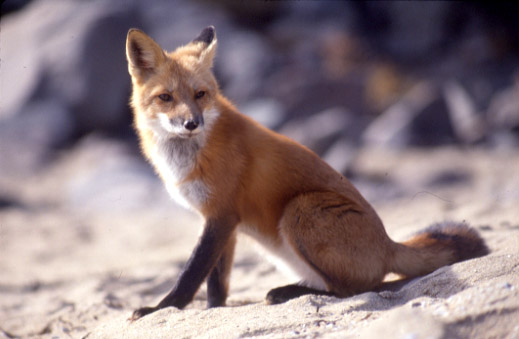
Der Rotfuchs gehört zu den Fressfeinden der Bisamratte

In der freien Natur vollenden nur wenige Bisamratten das dritte Lebensjahr. Bei Tieren im Alter zwischen 30 und 36 Monaten sind die Kronen der Molaren (Mahlzähne) in der Regel bis zum Wurzelhals abgekaut, so dass die Tiere aufgrund mangelhafter Ernährung eingehen. 85 Prozent einer Population zu Beginn der Fortpflanzungsperiode bestehen dagegen aus Tieren, die im Vorjahr zur Welt kamen. Hohe Verlustraten treten vor allem während der Wanderung der Tiere auf. Sie sind in dieser Zeit einem höheren Feinddruck ausgesetzt, als wenn sie sich in einem etablierten Revier aufhalten. Auch während der Zeit der Reviergründung vor einer Fortpflanzungsperiode ist die Sterblichkeit der Tiere sehr hoch.
Fischotter (Lutra lutra), Uhu sowie der Rotfuchs machen Jagd auf den Nager. In Schweden hat man festgestellt, dass in Jahren nach einer Wühlmausgradation auch die Bisamrattenbestände zurückgehen. Dies ist darauf zurückzuführen, dass nach dem Zusammenbruch einer sehr großen Wühlmauspopulation der Feinddruck auf die Bisamrattenbestände sehr hoch ist.

### Räuber-Beute-Beziehung zwischen Mink und Bisamratte
Als wichtigster Fressfeind der Bisamratte gilt der ebenfalls aus Nordamerika eingeführte amerikanische Nerz, der Mink (Neovison vison). Über die komplexe Räuber-Beute-Beziehung zwischen Bisamratte und Mink liegen umfangreiche Untersuchungen des Zoologen Paul Errington vor, der sich mehr als 30 Jahre mit der Ökologie der Bisamratte in den Feuchtgebieten Iowas beschäftigte. Minke und Bisamratten ähneln sich in ihrer Körpergröße, haben eine ähnliche semiaquatische Lebensweise und die gleichen Habitatpräferenzen. Minke haben zwar eine etwas größere Körperlänge, dafür sind ausgewachsene Bisamratten etwas massiger gebaut. Minke erbeuten Bisamratten, indem sie sie mit ihren Vorderbeinen packen und sie mehrfach in Kopf und Genick beißen. Obwohl die bevorzugte Nahrung von Minken die Bisamratte ist, konnte Errington nachweisen, dass die Dezimierung durch Minke kein die Bisamrattenpopulationen begrenzender Faktor ist. Der Territorialinstinkt von Bisamratten bestimmt, wie viele Individuen in einem Lebensraum ausreichend Nahrung und genügend Raum zur Anlage von Bauen finden. Sobald der Lebensraum voll ist und eine sehr hohe Populationsdichte erreicht ist, nimmt die Sterblichkeit aller weiteren Bisamratten zu. Die Sterblichkeit ist vor allem unter den Bisamratten hoch, die aus dem Umland einwandern oder durch Krankheiten und Alter geschwächt sind oder als Jungtier ein Territorium erst noch suchen müssen. Überwiegend werden diese Tiere von Minken erbeutet. In dem untersuchten Gebiet in Iowa waren 70 Prozent der von Minken erjagten Bisamratten durch Krankheiten oder extreme Klimabedingungen geschwächt. Ein beträchtlicher Prozentsatz der Beute waren männliche Bisamratten, die im Frühling ihre Baue verließen und in unbekannte Gebiete abwanderten, um neue Territorien für die Fortpflanzungsperiode im Sommer zu suchen. Ebenso häufig fielen Jungtiere, für die im Lebensraum nicht ausreichend Nahrung vorhanden war, den Minken zum Opfer, gesunde, erwachsene Bisamratten, die nahrungsreiche Territorien besetzt halten, dagegen kaum. Die Populationsdynamik von Bisamratten wird daher als dichteabhängig beschrieben – zwischen der Gesamtzahl der Bisamratten in einem Gebiet und der als potenzielle Beute verfügbaren Individuen besteht für den Mink ein grundlegender Unterschied. In vorteilhaften ökologischen Positionen lebende Bisamratten bleiben weitgehend unbehelligt.

## Fortpflanzung
Während der Fortpflanzungszeit besetzen Bisamratten ein Revier, das sie gegen ihre Artgenossen auch verteidigen. Die Größe des Reviers ist abhängig von den jeweiligen Nahrungsbedingungen. Durchschnittlich ist ein Revier zwischen 3000 und 5000 Quadratmetern groß.
In klimatisch begünstigten Lebensräumen kann sich die Bisamratte das gesamte Jahr über fortpflanzen. Das lässt sich beispielsweise in den südlichen Regionen der USA beobachten. Fortpflanzungszeit ist in Mitteleuropa in der Regel von März bis September. Allerdings hat man auch in Mitteleuropa schon während des Winterhalbjahres trächtige Weibchen oder Jungtiere beobachtet. In der Regel kommt es in Mitteleuropa zu zwei Würfen während eines Jahres. Bei sehr guten Umweltbedingungen ist auch ein dritter Wurf möglich. Die Tragezeit beträgt 30 Tage. Würfe bestehen aus vier bis neun Jungen. Der normale Wurf besteht aus fünf bis sechs Jungtieren.
Im folgenden Jahr sind die Jungtiere wiederum geschlechtsreif. Ihre – sehr rasche – Ausbreitung erfolgt entlang ihres natürlichen Lebensraums, also stromauf und stromab entlang von Bächen und Flüssen.
Die bei Geburt etwa zwanzig Gramm schweren Jungen werden blind und nackt geboren. Ihr dichtes und seidiges Nestlingsfell entwickeln die Jungtiere innerhalb der ersten 14 bis 18 Tage; ihre Augen öffnen sich zwischen dem 10. und 14. Lebenstag. Nach etwa vier Wochen beginnen die Deckhaare zu wachsen; dieser Haarwechsel in das sogenannte Alterskleid ist nach vier Monaten abgeschlossen. Die Tiere haben dann etwa ein Gewicht von 600 Gramm erreicht. Großgezogen werden die Jungtiere in den Wohnburgen.

## Verbreitung

### Ursprüngliches Verbreitungsgebiet
Das ursprüngliche Verbreitungsgebiet der Bisamratte sind die Feuchtgebiete Nordamerikas. In den USA bewohnt die Bisamratte sogar die durch die Gezeiten beeinflussten Salzsümpfe an der Atlantikküste. Ideale Lebensbedingungen findet die Bisamratte jedoch an den größeren Teichen oder Seen mit starker Wasserpflanzenproduktion.
Den Rückgang der natürlichen Lebensräume in Nordamerika konnte die Bisamratte dadurch kompensieren, dass sie heute auch entlang künstlich angelegter Kanäle lebt. Von wenigen Gebieten abgesehen, sind sowohl die USA als auch Kanada vollständig von dieser Art besiedelt.

### Ausbreitung außerhalb Nordamerikas

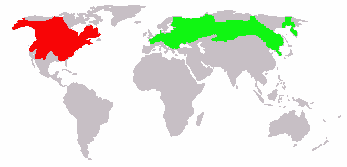
Verbreitungskarte der Bisamratte. Rot ist das ursprüngliche und grün das eurasische Verbreitungsgebiet eingezeichnet

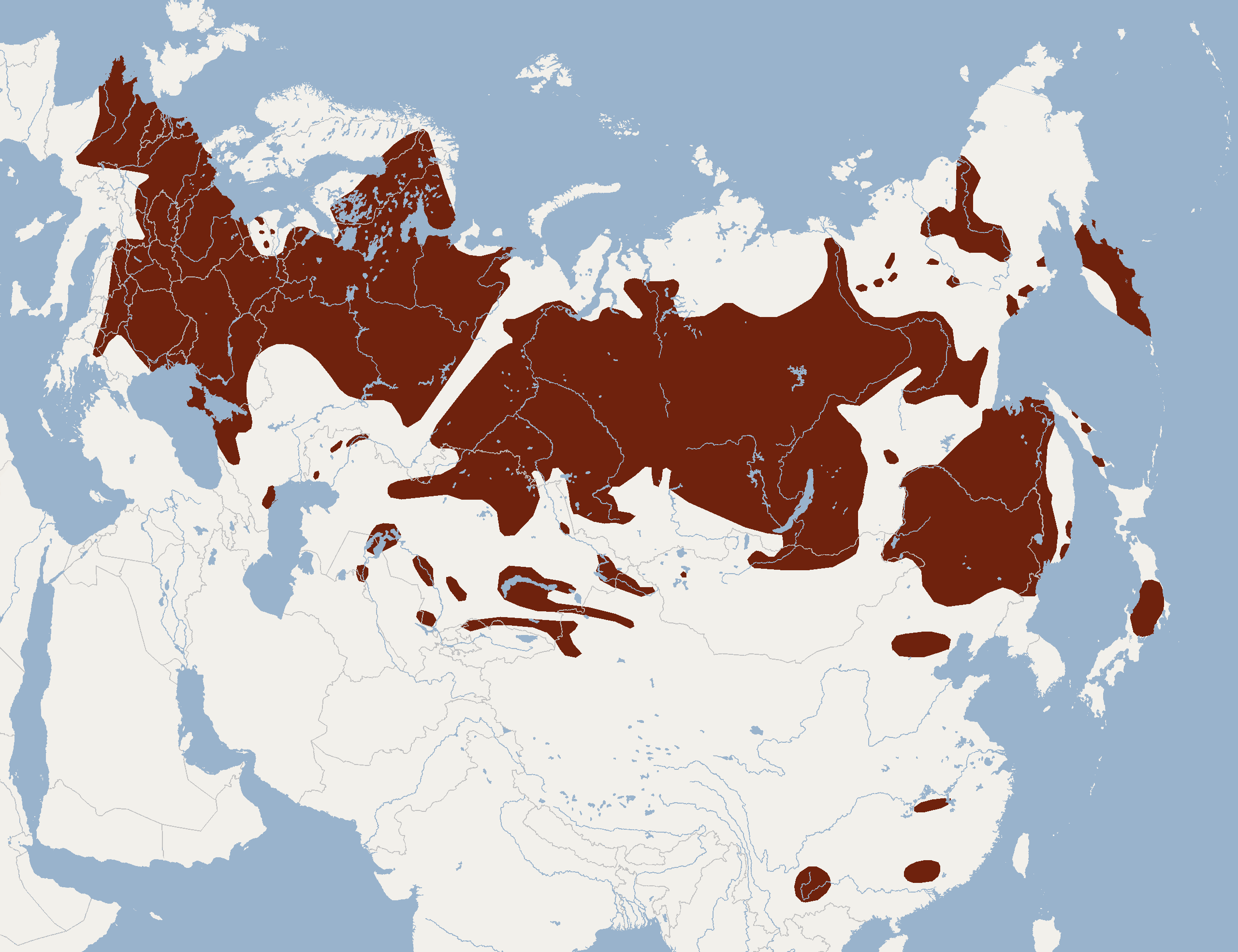
Verbreitungskarte der Bisamratte in Eurasien

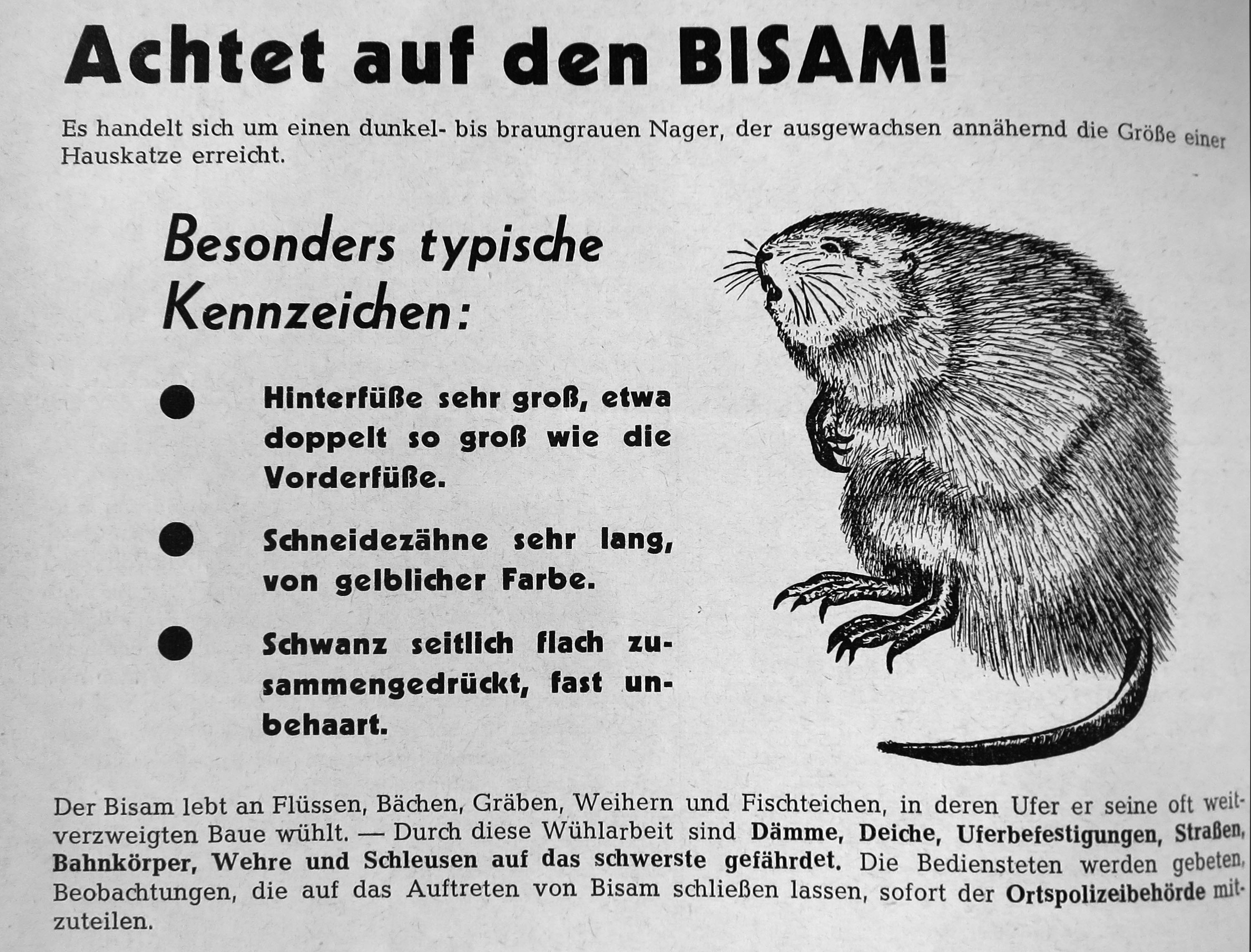
Aufruf zur Bekämpfung der Bisamratte, 1961

Nach allgemein akzeptierter Meinung ging die Erstbesiedelung Europas und Asiens von Böhmen im heutigen Tschechien aus. Fürst Joseph Colloredo-Mansfeld brachte 1905 drei Weibchen und zwei Männchen der Bisamratte von einer Jagdreise aus Alaska mit. Morphologischen Untersuchungen zufolge handelt es sich bei den ausgesetzten Tieren allerdings um die im östlichen Kanada vertretene Nominatform Ondatra zibethicus zibethicus. Die Tiere ließ er im Huťský rybník (deutsch Hüttenteich) beim böhmischen Stará Huť (Althütten) auf seinem Gut Dobříš (Doberschisch), rund 35 Kilometer südwestlich von Prag, aussetzen. Von dort breiteten sie sich mit großer Geschwindigkeit in alle Richtungen aus: 1912 hatten sie fast ganz Böhmen besiedelt, 1915 erschienen die ersten am Regen in Bayern, 1927 hatten sie auf breiter Front die Nachbarländer erreicht und sich auf eine Fläche von etwa 200.000 Quadratkilometern ausgebreitet. 1935 sichtete man sie in Stendal, 1936 in Magdeburg. Die Ausbreitung erfolgte entlang von Bächen und Flüssen wie der Elbe und der Weser. Ganz Tschechien, Slowakei, Ungarn, Polen, Rumänien, der nördliche Teil von Jugoslawien und weitere Länder wurden ausgehend von der „Colloredo-Mansfeldschen“ Population besiedelt.
Der größte Überseetransport von Bisamratten erfolgte 1929 durch eine Leipziger Gesellschaft aus Kanada für die Sowjetunion. In Leningrad wurden etwa 900 Tiere von Professor Pëtr Alexandrowitsch Zoege von Manteuffel, Direktor des Moskauer Zoos, übernommen. Ein kleiner Teil kam in die Versuchsfarm Puschkino. Der größte Teil wurde in Trupps von 20 bis 50 Tieren in geeigneten Flussgebieten der Taiga-Zone des europäischen und asiatischen Russlands – bis zum Fernen Osten – ausgesetzt.
Eine andere, für die Besiedlung des eurasischen Lebensraumes wichtige Invasion ging 1930 von einer Zuchtanlage im Teichgebiet von Leval bei Belfort in Frankreich aus. Dort entliefen etwa 500 Bisamratten. Diese Gefangenschaftsflüchtlinge erreichten unter Nutzung des Rhein-Rhône-Kanals und der Ill sehr rasch Nordostfrankreich. Über die Pfalz und Baden wurden anschließend weite Teile des Westens von Deutschland besiedelt. Diese Population war in den 1950er Jahren bereits so groß, dass vom Land Rheinland-Pfalz ein Bekämpfungsdienst eingerichtet wurde.
Diese und weitere Auswilderungen in Belgien, Schweden, Finnland, Polen und Russland beschleunigten die Ausbreitung der Bisamratte. Viele der Auswilderungen geschahen bewusst. So wurden in Finnland ab 1919 mehrfach Bisamratten aus Deutschland, der Tschechoslowakei, den USA und Kanada eingeführt und mit behördlicher Genehmigung an etwa 300 verschiedenen Orten ausgesetzt. Wiederum waren bis zum Jahr 1932 aus Finnland 1636 Tiere weiter nach Russland exportiert worden. Von Sibirien aus erreichten die Bisam die Mongolei, die Republik China und die Mandschurei. Nach Japan wurde die Bisamratte 1945 eingeführt. So eroberte diese überaus erfolgreiche Art in wenigen Jahrzehnten weite Teile des eurasischen Kontinents und hat dort heute ein größeres Verbreitungsgebiet als in ihrer angestammten Heimat Nordamerika.
Außer in Eurasien wurden Bisamratten auch in Argentinien und Chile eingeführt und sind dort ebenso heimisch geworden.
Begünstigt wurde der Ausbreitungserfolg der Bisamratte durch die Herkunft aus einem ähnlichen Klimabereich, ihre hohe Fortpflanzungsquote und die ausgeprägte Wanderlust. Im neuen Lebensraum fehlt es außerdem an Fressfeinden, die auf sie spezialisiert sind.

## Die Bisamratte als Neobiont

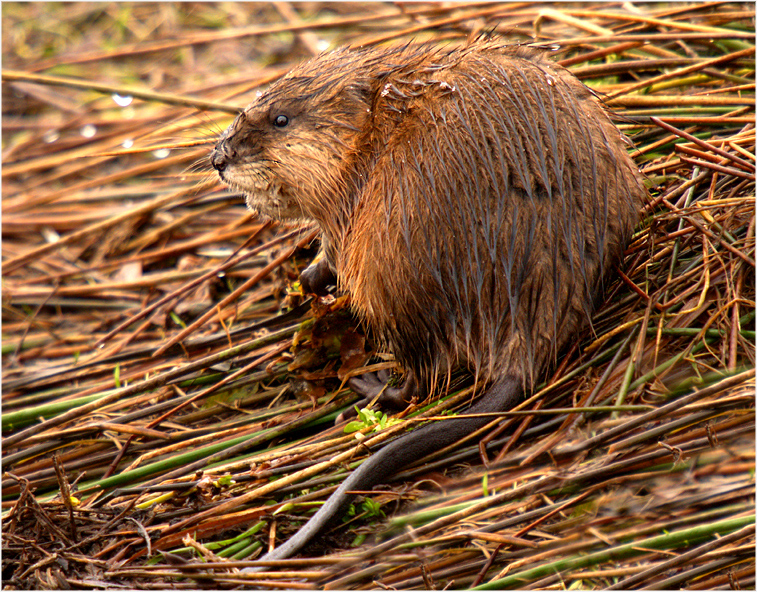
Bisamratte

Trotz ihres zeitweilig wirtschaftlich wertvollen Pelzes mit den langen, glänzenden Deckhaaren wird die Bisamratte in Deutschland vor allem in Fluss- und Küstenregionen in der Regel als zu bekämpfender Schädling eingeordnet. Macht sich der mitteleuropäische Bisamfänger die Mühe, die gefangenen Tiere zu pelzen, kann er die Felle noch zu einem meist geringen Preis an den Fellhandel abgeben; ein größeres wirtschaftliches Interesse am Pelz der Tiere besteht derzeit nicht mehr. Der Invasionsbiologe Ingo Kowarik ist der Meinung, dass die Bisamratte als Neobiont in stark genutzten Landschaften eine Nische besetzt, und kommt zu einem differenzierten Bild der Schadwirkung. Bevölkerungskreise, die keine Lasten des Deichschutzes zu tragen haben, folgen teilweise der Einschätzung in anderen Ländern, die die Bisamratte tolerieren oder sogar schützen. Der Bisam ist 2017 in die Liste invasiver gebietsfremder Arten von unionsweiter Bedeutung für die Europäische Union aufgenommen worden.

### Argumente zur Bisamratte in europäischen Ökosystemen
Invasionsbiologen vertreten die Ansicht, dass Ökosysteme hinsichtlich ihrer Artenvielfalt ungesättigt sein können. Neophyten und Neozoen können in diesen Ökosystemen entweder Nischen besetzen, die niemals von heimischen Tier- und Pflanzenarten besetzt waren, oder solche von Arten, die durch anthropogene Ursachen mittlerweile zurückgedrängt sind. Der große Ausbreitungserfolg der Bisamratte ist nach Ansicht des Professors für Ökosystemkunde der TU Berlin Ingo Kowarik auf eine solche unbesetzte beziehungsweise nicht mehr besetzte Nische zurückzuführen.
Ein anderer mittelgroßer, semiaquatischer Pflanzenfresser kommt in Deutschland nicht mehr vor. Vor diesem Hintergrund entsteht ein nach Interessen differenziertes Bild der Auswirkung der Bisamratte auf mitteleuropäische Ökosysteme.
Die Wühltätigkeit der Bisamratten stellt im Binnenland die ursprüngliche Vielfalt und Dynamik der Ufer wieder her. An naturbelassenen Ufern sind Schäden durch Bisamratten unbedeutend, zumal diese in Überschwemmungsbereichen nicht siedeln.
Bisamratten können in kleinen Biotopen erhebliche Veränderungen verursachen, naturschutzrelevante Veränderungen durch Bisamratten konnten nach Kowariks Untersuchungen bis jetzt nicht festgestellt werden. Auch die Reduzierung von Röhrichtbeständen, zu der es häufig kommt, wenn Bisamratten einen Lebensraum besetzen, führt nach dieser Ansicht eher zu einer Erhöhung der Biodiversität. Die Reduzierung der Röhrichtbestände hat zwar zur Folge, dass schilfbrütende Vogelarten wie beispielsweise Teichrohrsänger und Rohrdommel ihres Brutraumes beraubt werden und abwandern. Die entstehenden offenen Wasserflächen werden jedoch rasch durch Schwimmblattpflanzen und andere Wasservogelarten besiedelt. Die Auswirkungen der Bisamratten als Prädator von Großmuschelarten ist aus Sicht von Kowarik nicht ausreichend untersucht. Für ein objektives Urteil fehlen hier Vergleiche zwischen ungestörten Muschelpopulationen und von Bisamratten genutzten Beständen. Auch hier gilt, dass der Fischotter, der früher diese Arten als Nahrungsgrundlage nutzte, heute weitgehend verdrängt ist und die Bisamratte diese Nische neu besetzt hat.
Ein weiteres ökologisches Problem ist, dass der Nager ein Zwischenwirt des Fuchsbandwurmes (Echinococcus multilocularis) ist: Wird eine befallene Bisamratte von einem Fuchs erbeutet, dann wird dieser ebenso mit dem Parasiten infiziert.
Aus ökologischer Sicht werden auch die von der Bisamratte verursachten Fraßschäden betrachtet. Gelegentlich macht sie sich auch über Feld- und Gartenanlagen her oder zerstört Korbweidenkulturen. Durch das Fressen an Röhrichtpflanzen kann der Nager die Struktur der Flora eines gesamten Ufer-Ökosystems entscheidend verändern. Die entsprechende Rechtsverordnung wurde inzwischen aufgehoben, durch das Erste Gesetz zur Änderung des Pflanzenschutzgesetzes vom 14. Mai 1998 ist die Bekämpfung der Bisamratte nicht mehr Gegenstand des Pflanzenschutzrechts.

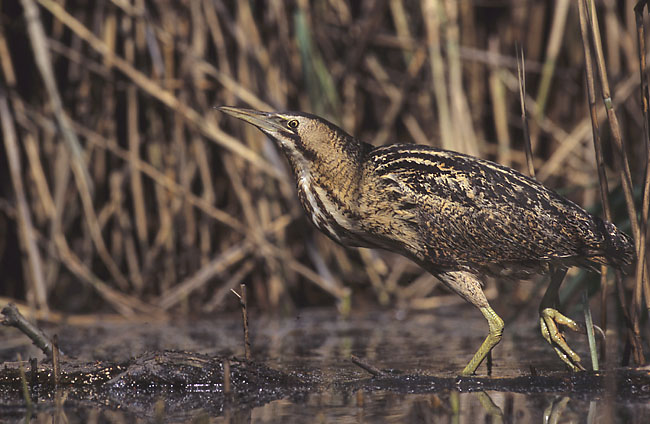
Durch die Vernichtung von Röhrichtbeständen durch die Bisamratte wird die Rohrdommel ihres Brutraums beraubt

Insbesondere wenn im Winter das pflanzliche Nahrungsangebot nicht ausreicht, frisst die Bisamratte auch Muscheln und Krebstiere, deren Bestand in Deutschland durch Gewässerverschmutzung und Flussbegradigungen ohnehin schon stark bedroht ist. Sie gilt als der Haupt-Fraßfeind der großen Süßwassermuscheln (Überfamilie Unionacea), zu denen z. B. die mittlerweile sehr seltene Flussperlmuschel (Margaritifera margaritifera) zählt. Der Zusammenbruch von Beständen der Gemeinen Flussmuschel (Unio crassus) in einzelnen Bereichen von Baden-Württemberg wird ebenfalls der Bisamratte zugeschrieben.

### Argumente zur Ökonomie der Bisamratte
Die Bisamratte siedelt oberhalb der Wasserlinie. Sie ist gefürchtet wegen der massiven ökonomischen Schäden, die ihre unterminierende Wühltätigkeit an Ufern, Dämmen und Deichbauten anrichtet. Hierdurch entstehen dem Tief- und Wasserbau im Küstenschutz hohe zusätzliche Kosten für Reparatur- und Instandhaltung der Deiche. Für Niedersachsen werden diese zusätzlichen Kosten vom Landesamt für Wasserbau und Küstenschutz auf 1,6 Millionen Euro pro Jahr (2006) geschätzt. Aufgrund der festgestellten ökonomischen Schäden, die die Bisamratten in manchen Ländern verursachen, wurde eigens die „Organisation Européenne pour la Lutte contre le Rat Musqué“ mit Sitz in Paris ins Leben gerufen.

#### Bekämpfungsmaßnahmen
Schon wenige Jahre nach der Aussetzung der Bisamratte in Böhmen wurde sie als Schädling eingeordnet. Bayern leitete nach der ersten Sichtung von Bisamratten Bekämpfungsmaßnahmen ein. Die 1917 dafür geschaffene gesetzliche Grundlage wurde von anderen deutschen Ländern übernommen. 1935 wurde ein „Reichsbeauftragter für die Bisamrattenbekämpfung“ ernannt, der gemeinsam mit 36 Mitarbeitern allerdings relativ erfolglos blieb. Trotz massiver Bekämpfung widersteht die Bisamratte sowohl auf dem europäischen Kontinent als auch im asiatischen Verbreitungsgebiet fast überall ihrer Ausrottung. Sowohl die Bejagung als auch der Einsatz von bakteriellen Krankheitserregern konnten die Bisamratte lange Zeit nicht nachhaltig dezimieren. Bekämpft wird die Bisamratte hauptsächlich in den Benelux-Ländern, in Deutschland und Frankreich.
Nur in Großbritannien gelang es aufgrund der Insellage in kurzer Zeit, die ursprünglich aus Farmen stammende Bisampopulation anscheinend vollständig auszurotten. 1927 waren dort Bisamratten zur Fellgewinnung eingeführt worden. Noch im selben Jahr konnten einige Tiere entweichen. Bereits 1932 wurden weitreichende Bekämpfungsmaßnahmen eingeleitet, zu denen auch ein vollständiges Importverbot sowie eine Untersagung der Haltung gehörten. Nach rund sechs Jahren war diese intensive Bekämpfung erfolgreich. 1939 gab es in Großbritannien keine Bisamratten mehr.
In den Niederlanden traten 1941 die ersten Bisamratten auf. Hier zielt die Bekämpfung darauf ab, die festgelegten Schutzniveaus des Hochwasserschutzes zu erhalten. Daher wurden die Bisamratten besonders intensiv bekämpft, nachdem 1985 die Provinzen gesetzlich dazu verpflichtet wurden. Dennoch konnte die Populationszunahme zunächst nicht gestoppt werden. Dies gelang erst, als die von einem hauptamtlichen Bekämpfer zu betreuende Gewässerlänge auf höchstens 650 Kilometer verringert wurde (entsprechend insgesamt 439 Bekämpfern zuzüglich Führungspersonal). Die Fänge je Feldstunde des Bekämpfers gelten als Maß für die Population. 2003 war mit 0,85 ihr Maximum erreicht, 2004 wurde die größte absolute Zahl von knapp über 400.000 Tieren gefangen. 2009 waren die Fänge je Feldstunde bereits auf 0,3 gefallen. Die absolute Zahl gefangener Tiere ging (bei wieder leicht verringertem Personaleinsatz) auf 155.000 zurück.
Verwendet werden Drahtreusenfallen, neuerdings, um ein Ertränken zu umgehen, auch zunehmend in schwimmender Ausführung mit Köder, sowie käfiggesicherte Schlagbügelfallen. Bei Hochwasser werden die auf höherem Gelände oder in Bäumen Schutz suchenden Bisamratten mit Schusswaffen bejagt. Zum Fang der Tiere werden zumeist spezielle Fallen eingesetzt, die den Mitfang anderer Tiere verhindern.
In Deutschland wird die Bisamratte spätestens seit den 1950er Jahren intensiv bekämpft. Rheinland-Pfalz richtete schon damals einen Bekämpfungsdienst ein, der die Tiere in größeren Stückzahlen erlegte. Auch heute wird in Deutschland die Bisamratte weiter ganzjährig bekämpft. Die Maßnahmen sind weitgehend auf Hochwasserschutzanlagen beschränkt, die vor der Wühltätigkeit der Bisamratten gesichert werden müssen. Die Zahl der Tiere, für deren Fang Prämien mit Förderung des Landes Schleswig-Holstein gezahlt worden sind, belief sich 1996 auf 22.602, 1997 auf 26.638 und 1998 auf 41.029 Exemplare.

## Unterarten
Je nach Autor werden in Nordamerika vierzehn bis sechzehn Unterarten unterschieden. Zu den Unterarten zählen
- Ondatra zibethicus zibethicus, der im östlichen Kanada beheimatet ist
- Ondatra zibethicus macrodon, der „Blaue Bisam“ mit einem blauschwärzlichen Fell, der in einzelnen Gebieten von Virginia beheimatet ist. Die Fellfarbe wird rezessiv vererbt; bei der Vermischung mit anderen Unterarten dominiert daher der braune Phänotyp

Für Europa werden keine Unterarten beschrieben. Freigesetzt wurden Tiere unterschiedlicher Unterarten, die sich vermischt haben, sodass keine Differenzierungen mehr möglich sind.